# Lek

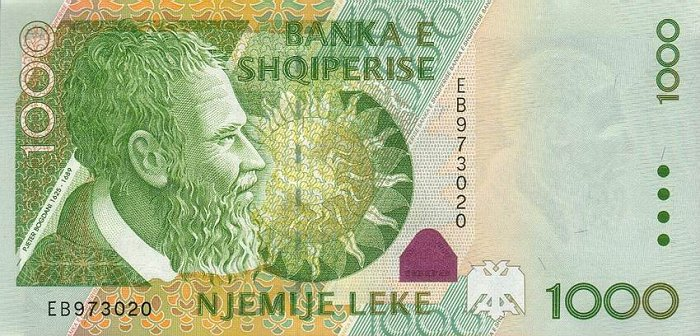

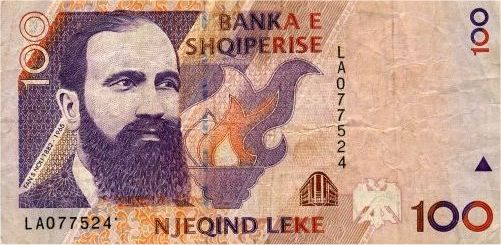

Lek (plural lekë) este unitatea monetară oficială a Albaniei și poartă codul internațional ISO 4217 ALL.
Teoretic se divide în 100 qindarka (singular qindarkë), dar deocamdată moneda divizionară nu se emite.

## Etimologie
Denumirea Lek a monedei naționale albaneze este în onoarea lui Alexandru cel Mare, în albaneză Lekës së Madh / Leka i Madh, unde Lek este numele albanez corespunzător  numelui Alexandru. 